# زيادية
زيادية  قرية سوريّة تتبع إداريّاً لمحافظة حلب منطقة أعزاز ناحية أخترين، بلغ تعداد سكانها 12.400 نسمة حسب التعداد السكاني لعام 2024.